# Гарш
Гарш (фр. Garches) — город и коммуна во Франции в регионе Иль-де-Франс, департамент О-де-Сен. Население — 18 118 человек (2011).
Расположен на юго-западе от Сен-Клу на расстоянии около 12 км западнее Парижа, 6 км восточнее административного центра департамента г. Нантера.

## История
Строительство городской церкви началось в 1298 году, после канонизации короля Франции Людо́вика IX Свято́го, о чём гласит запись на мемориальной доске у входа. Это был первый храм во Франции посвящённый Святому Людовику Французскому.
В 1871 году близ Гарша состоялась одна из последних битв Франко-прусской войны.
В городе находится известная травматологическая больница Раймона Пуанкаре (фр.), а также клиника Шато де Гарш, специализирующаяся на лечении депрессий и различных психиатрических заболеваний, занимающая поместье, принадлежавшее в прошлом семье Антуана де Сент-Экзюпери. Клиника была основана в 1930 году Её Высочеством Принцессой Греческой Марией Бонапарт, ученицей Фрейда.

## Города-побратимы
- Грёбенцелль, Германия

## Персоналии
- Бессарабов, Фёдор Митрофанович — украинский и русский певец (баритон)
- Давен, Казимир Жозеф — французский физиолог и биолог
- Депардьё, Гийом — французский актёр, сын Жерара Депардьё
- Дерен, Андре — французский живописец, график, театральный декоратор, скульптор, керамист.
- д’Орнано, Мишель — французский политик
- Монлор, Ги де — французский живописец-экспрессионист
- Притвиц, Лев Карлович — русский генерал, герой русско-японской войны.
- Паскаль, Кристина — французская и швейцарская киноактриса и кинорежиссёр
- Прево, Даниэль — актёр театра и кино
- Ренан, Симона — французская актриса театра, кино и телевидения.

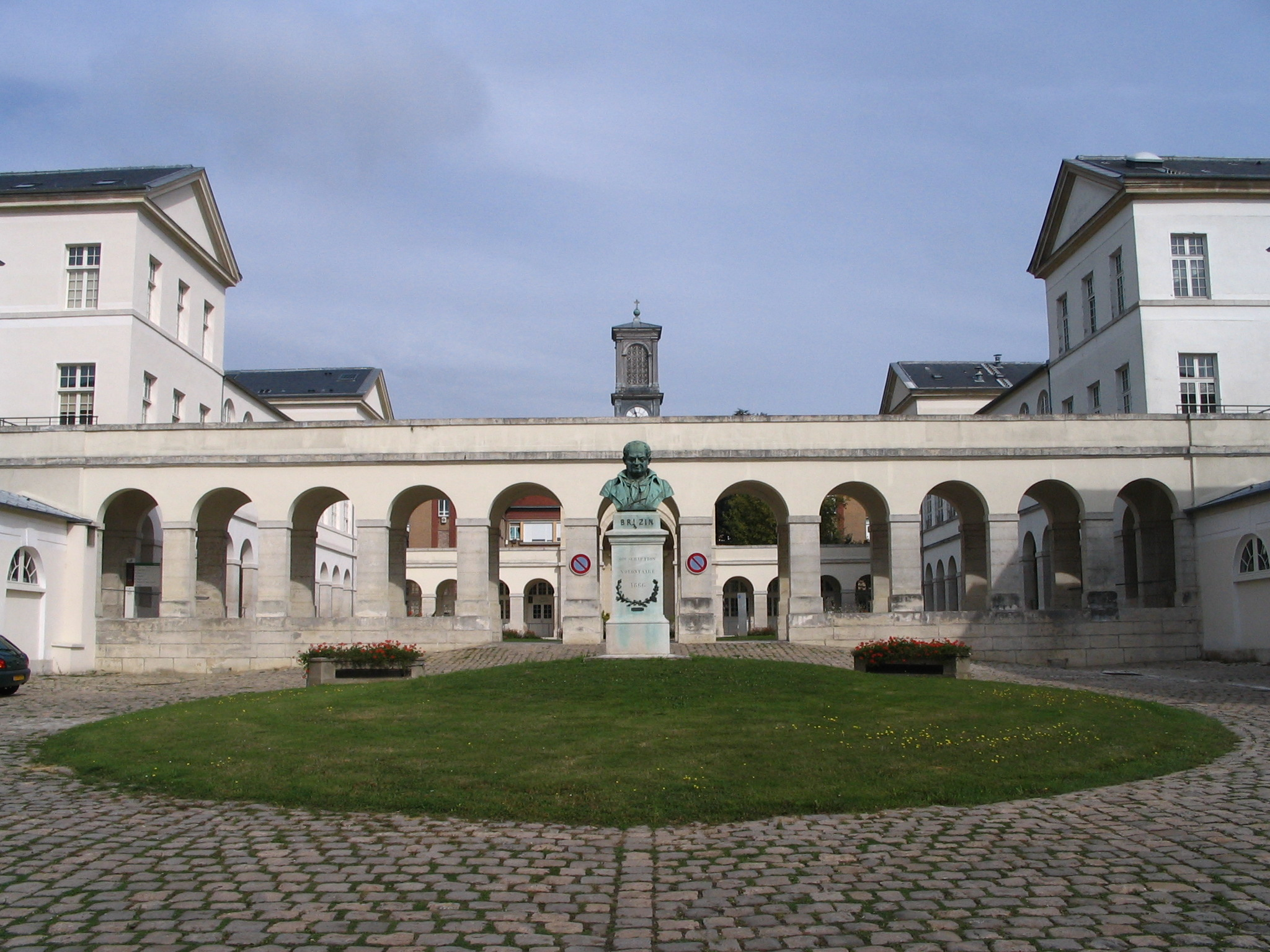
Больница Раймона Пуанкаре
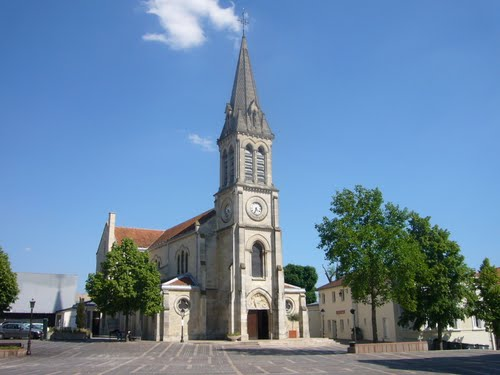
Костëл св. Людовика Французского
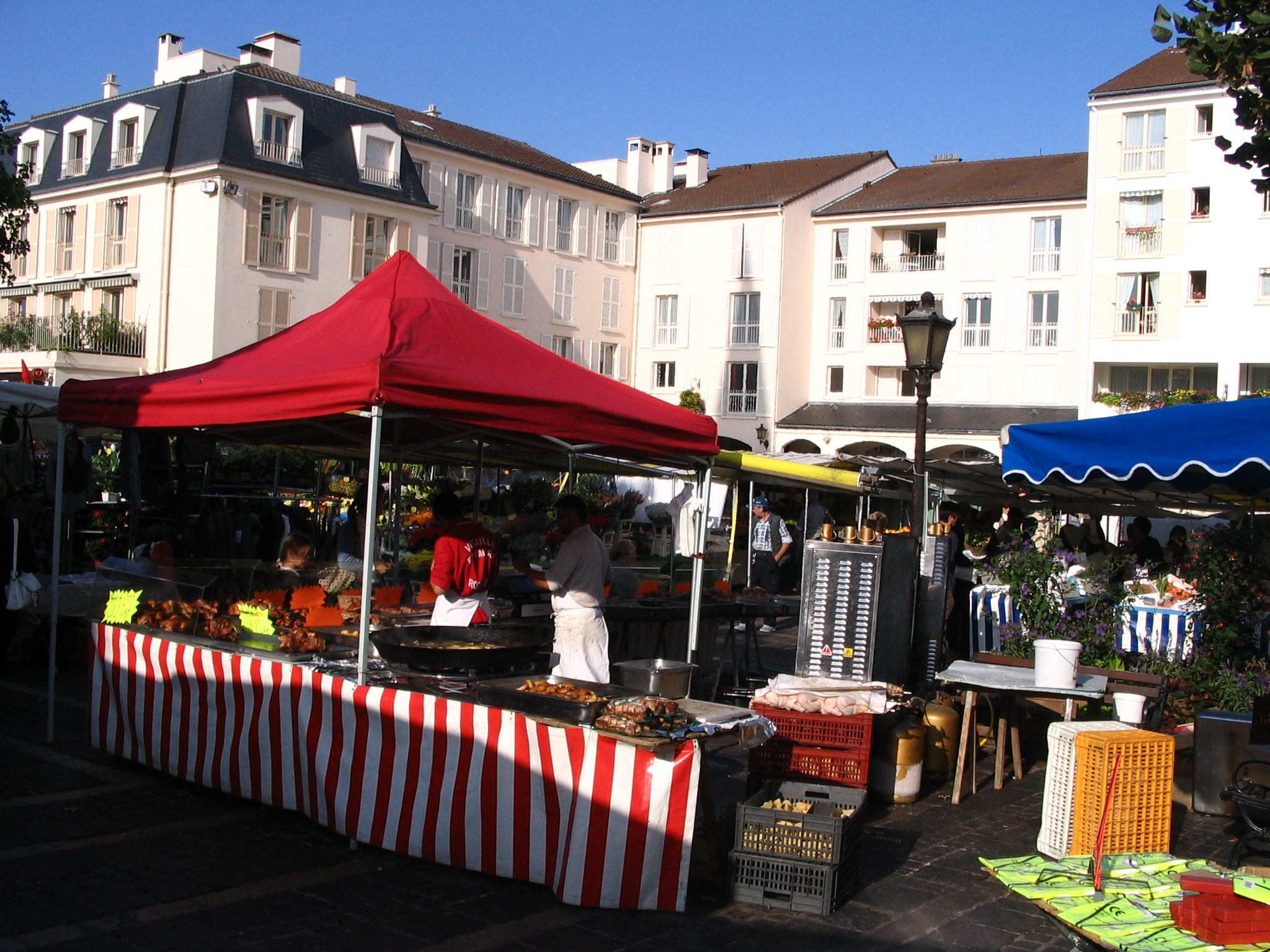
Городской базар